# Pokémon Duel
Pokémon Duel és un videojoc per a mòbils desenvolupat per Heroz i publicat per The Pokémon Company. Inicialment va ser llançat per a dispositius Android i iOS al Japó sota el títol Pokémon Comaster a l'abril de 2016. La seva sortida estava programada per a tothom, però finalment no es va llançar en més regions, i a l'octubre de 2019 tancarà els seus servidors a causa de la poca repercussió.

## Funcionament
És un joc d'1 contra 1 online. Cada jugador posseeix 6 figures de Pokémon a la seva elecció (sempre que li hagin sortit en les caixes anteriorment). Hi ha un tauler amb 24 caselles de moviment, 4 caselles de sortida (2 per jugador), i 2 caselles de meta (1 per jugador) L'objectiu principal del joc és arribar a la casella de meta del jugador rival, posant una de les teves figures en aquesta casella. Per arribar a la base rival hauràs d'enfrontar-te a les figures del rival sempre que estigueu un enfront de l'altre, en aquest cas cadascú dels jugadors llançarà una ruleta que depèn de la figura tenint cadascuna una ruleta personalitzada. Després de llançar la ruleta el jugador que més poder hagi tingut en el seu atac derrotarà al rival i ho llançarà a la casella d'inici.

## Història
A l'abril de 2016 es va llançar el joc al Japó amb el títol de Pokémon Comaster. Va rebre un gran acolliment al país nipó, Heroz va decidir llançar-ho en altres països a comptagotes, començant per Estats Units, canviant el nom del joc al conegut Pokémon Duel, després d'aquest llançament encara es va llançar en altres països, no tenint el mateix acolliment, Encara que va arribar a 40 milions de descàrregues els jugadors al poc temps es llevaven el joc, fent que el joc mai arribés a ser molt popular. A l'octubre de 2019 tanca els seus servidors oficialment.